# Viborgs regemente
Viborgs regemente – fiński pułk piechoty w składzie wojsk szwedzkich m.in. okresu wojny trzydziestoletniej (1618-1648) i II wojny północnej (1655-1660). Swoją nazwę wziął od miasta Wyborg (szw. Viborg).
W sierpniu 1655 liczył 445 żołnierzy, a jego pułkownikiem był Frans Joston.